# Tinamiformes
Tinamiformes este un ordin de păsări primitive din America de Sud, și din America Centrală. 

## Descriere
Păsările tinamiforme sunt păsări mici - de mărime mijlocie, cu o înălțime de 15 – 40 cm, și greutate de la câteva sute de grame la 2 kg. Forma corpului este asemănătoare celei unui fazan. Uneori pe capul masculilor este prezent un mic moț.  Penajul  este gri - maroniu. Au aripi destul de mici, însă pot zbura pe distanțe mici prin planare. Membrele inferioare sunt lungi și destul de puternice. Sunt in general animale omnivore, consumând în special insecte și larvele acestora. Sunt păsări retrase, trăind mai mult în păduri. Ouăle lor sunt colorate, fiind atractive pentru răpitori. Femelele au de obicei un penaj mai colorat și mai deschis decât masculii.  